# Русово
Русово (пол. Rusowo, нім. Rützow) — село в Польщі, у гміні Устроне-Морське Колобжезького повіту Західнопоморського воєводства.
Населення — 366 осіб (2011).
У 1975-1998 роках село належало до Кошалінського воєводства.

## Демографія
Демографічна структура станом на 31 березня 2011 року:
|          | Загалом | Допрацездатний вік | Працездатний вік | Постпрацездатний вік |
| -------- | ------- | ------------------ | ---------------- | -------------------- |
| Чоловіки | 192     | 38                 | 142              | 12                   |
| Жінки    | 174     | 41                 | 103              | 30                   |
| Разом    | 366     | 79                 | 245              | 42                   |